# سوزان سويفت
سوزان سويفت (بالإنجليزية: Susan Swift)‏ هي ممثلة أمريكية، ولدت في 21 يوليو 1964 في الولايات المتحدة.

## وصلات خارجية
- سوزان سويفت على موقع IMDb (الإنجليزية)
- سوزان سويفت على موقع قاعدة بيانات الفيلم (الإنجليزية)